# Icilio Vanni
Icilio Vanni (Città della Pieve, 1855 — Roma, 1903) foi um filósofo e sociólogo italiano que se distinguiu como um dos primeiros introdutores do positivismo na Itália, com uma particular influência na sociologia jurídica.

## Obras
Foi um autor prolífico, tendo publicado, entre muitas outras, as seguintes obras:
- Della consuetudine nei suoi rapporti col dritto e con la legislazione, Perugia, 1877;
- Saggi critici sulla teoria sociologica della popolazione, Città di Castello, 1886;
- Prime linee di un programma critico di sociologia, Perugia, 1888;
- Il problema della filosofia del diritto nella filosofia, nella scienza e nella vita ai tempi nostri, Verona, 1890;
- Gli studi di H. Sumner Maine e le dottrine della filosofia del diritto, Verona, 1892;
- La funzione pratica della filosofia del diritto considerata in sé ed in rapporto al socialismo contemporaneo, Bologna, 1894;
- La filosofia del diritto in Germania e la ricerca positiva: nota critica, Torino, 1896;
- Il dritto nella totalità dei suoi rapporti e la ricerca oggettiva, Roma, 1900;
- La teoria della conoscenza come induzione sociologica e l’esigenza critica del positivismo, Roma, 1901;
- Lezioni di filosofia del diritto, Bologna, 1904;
- Saggi di filosofia sociale e giuridica, Bologna, 1906;
- Saggi di filosofia sociale e giuridica: seconda parte, Bologna, 1911.